# A Mexican Tragedy (film, 1912)
Pour les articles homonymes, voir A Mexican Tragedy.
A Mexican Tragedy est un film muet américain réalisé par Thomas H. Ince et sorti en 1912.

## Fiche technique
- Réalisation : Thomas H. Ince
- Date de sortie : 
  - États-Unis : 1912